# Vladimir Alexandrovitch de Russie
Vladimir Alexandrovitch de Russie ou Vladimir Aleksandrovič Romanov (en russe : Влади́мир Александрович из России / Vladímir Aleksandrocitch iz Rossii), grand-duc de Russie, est né le 22 avril 1847 à Saint-Pétersbourg, en Russie, et mort le 17 février 1909 dans cette même ville. Troisième fils du tsar Alexandre II, est un militaire, un homme politique et un collectionneur russe.
Le grand-duc Vladimir reçoit une éducation soignée, qui l'amène à se passionner pour les arts et la littérature. Comme tous les membres de la maison Romanov, il suit une formation militaire, qui le conduit à servir dans l'armée impériale au moment de la guerre russo-turque de 1877-1878. Pendant les règnes de son père, Alexandre II, et de son frère, Alexandre III, Vladimir obtient de nombreuses fonctions officielles : président honoraire de la Société russe d'ethnographie (1867), adjudant-général et sénateur de l'Empire (1868), membre du Conseil de l'Empire (1872), président de l'Académie impériale des Beaux-Arts et membre de l'Académie des sciences de Russie (1880).
En 1874, Vladimir Alexandrovitch épouse la princesse Marie de Mecklembourg-Schwerin, avec qui il a cinq enfants. Mécène et collectionneur, le grand-duc mène, avec sa famille, une vie sociale brillante et invite de nombreuses personnalités du monde des arts et de la politique dans sa résidence de Saint-Pétersbourg. Homme ambitieux, il tente d'exercer son influence sur le jeune Nicolas II mais les événements du « Dimanche rouge » de 1905 ternissent durablement son image. Peu de temps après, l'expulsion de son fils aîné, le grand-duc Cyrille Vladimir, de la famille impériale conduit Vladimir à démissionner de ses responsabilités officielles. Il meurt finalement d'une hémorragie cérébrale en 1909.

## Famille
Le grand-duc Vladimir Alexandrovitch est le fils du tsar Alexandre II de Russie (1818-1881) et de sa première épouse la princesse Marie de Hesse-Darmstadt (1824-1880) devenue, après son mariage, Maria Alexandrovna de Russie. Par son père, il est le petit-fils du tsar Nicolas Ier de Russie (1796-1855) et de la princesse Charlotte de Prusse (1798-1860) tandis que, par sa mère, il descend officiellement du grand-duc Louis II de Hesse-Darmstadt (1777-1848) et de la princesse Wilhelmine de Bade (1788-1836).
Le 28 août 1874, Vladimir Alexandrovitch épouse, à Saint-Pétersbourg, Marie de Mecklembourg-Schwerin (1854-1924), qui prend alors le nom de Maria Pavlovna de Russie. La princesse est la fille du grand-duc Frédéric-François II de Mecklembourg-Schwerin (1823-1883) et de sa première femme Augusta de Reuss-Köstritz (1822-1862).
Du mariage de Vladimir et de Marie naissent cinq enfants :
- Alexandre Vladimirovitch de Russie (1875-1877), grand-duc de Russie ;
- Cyrille Vladimirovitch de Russie (1876-1938), grand-duc de Russie puis prétendant au trône de Russie sous le nom de « Cyrille Ier », qui épouse, en 1905, la princesse Victoria Mélita de Saxe-Cobourg-Gotha (1876-1938) ;
- Boris Vladimirovitch de Russie (1877-1943), grand-duc de Russie, qui épouse morganatiquement, en 1919 Zénaïde Rachewskaïa (1896-1963), titrée princesse Rachewskaïa ;
- André Vladimirovitch de Russie (1879-1956), qui épouse morganatiquement, en 1921, la danseuse étoile Mathilde Kschessinska (1872-1971), titrée princesse Romanovskaïa-Krassinskaïa ;
- Hélène Vladimirovna de Russie (1882-1957), grande-duchesse de Russie, qui épouse, en 1902, le prince Nicolas de Grèce et de Danemark (1872-1938).

## Biographie

### Jeunesse

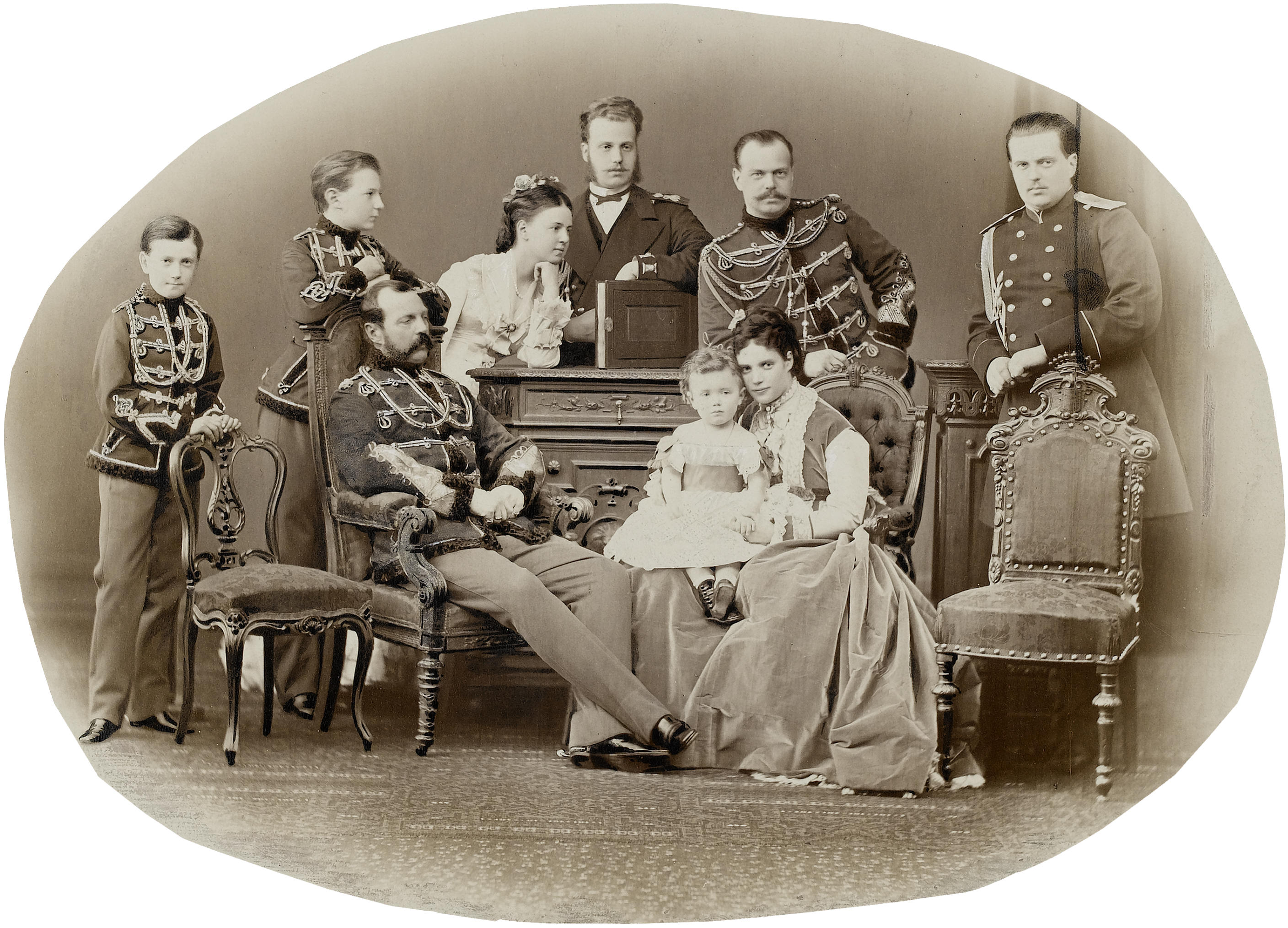
La famille du tsar Alexandre II (v. 1871). Le grand-duc Vladimir se trouve au deuxième plan, à droite.

Quatrième des huit enfants du tsarévitch Alexandre et de son épouse la princesse Marie de Hesse-Darmstadt, le grand-duc Vladimir voit le jour au palais d'Hiver, à Saint-Pétersbourg, le 22 avril 1847. Il reçoit une éducation soignée et témoigne, tout au long de sa vie, d'un grand intérêt pour la littérature et les arts. Son appartenance à la famille impériale le conduit toutefois à suivre, très jeune, une formation militaire.
En 1855, Vladimir Alexandrovitch a seulement huit ans lorsque son grand-père, le tsar Nicolas Ier, trouve la mort et que son père lui succède sur le trône. En tant que troisième fils du nouveau souverain, le grand-duc se trouve alors assez loin dans l'ordre de succession. Cependant, la mort du tsarévitch Nicolas Alexandrovitch en 1865 fait de Vladimir l'héritier en second de la couronne.
Contrairement à son frère aîné, Alexandre Alexandrovitch, Vladimir est un jeune homme ambitieux et des rumeurs circulent, en Russie, disant que l'empereur envisage de déshériter le tsarévitch à son profit. Désireux de contracter une union morganatique avec la princesse Maria Mechtcherskaïa, l'héritier du trône aurait lui-même préféré laisser la couronne à son frère mais, sous les pressions de ses parents, il finit par renoncer à son projet et à épouser la princesse Dagmar de Danemark en 1866.

### Sous le règne d'Alexandre II

#### Fonctions officielles

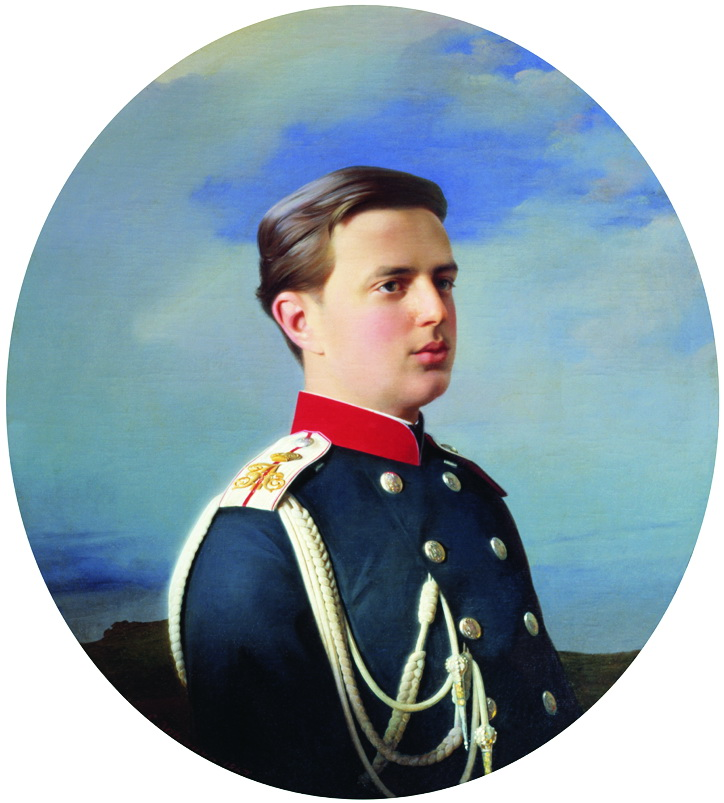
Le grand-duc Vladimir en 1867.

En 1867, le grand-duc Vladimir est nommé par son père, le tsar Alexandre II, président honoraire de la Société russe d'ethnographie. La même année, il accompagne son père et son frère aîné à l'Exposition universelle de Paris, où Alexandre II manque d'être assassiné par un nationaliste polonais. En 1868, Vladimir est nommé adjudant-général et sénateur de l'Empire. En 1871, l'empereur et ses fils visitent la région du Caucase, et notamment la Géorgie, la Tchétchénie et le Daghestan. En 1872, Vladimir accompagne le tsar à Vienne à l'occasion de la « réunion des trois empereurs ». La même année, Alexandre II nomme Vladimir membre du Conseil de l'Empire.
Du fait de son rang, le grand-duc Vladimir occupe d'importantes fonctions militaires en Russie. Avec son père et ses frères Alexandre et Serge, il participe ainsi à la guerre russo-turque de 1877-1878. Il sert alors comme officier commandant le XIIe corps de l'Armée russe. Malgré tout, sa carrière militaire intéresse beaucoup moins Vladimir que les arts et la littérature. En 1880, le tsar nomme le grand-duc président de l'Académie impériale des Beaux-Arts. Il est également nommé membre de l'Académie des sciences de Russie et agent du musée Roumiantsev par son père,.

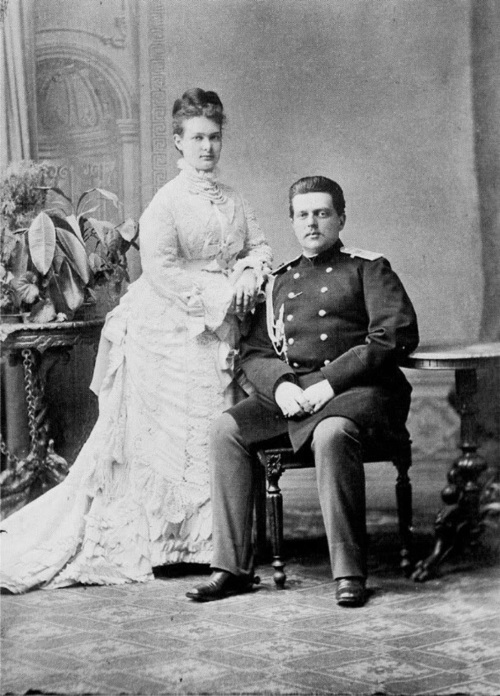
Vladimir et Marie durant l'été 1874.

#### Un mariage d'amour
Dans sa jeunesse, le grand-duc Vladimir Alexandrovitch est considéré comme un séducteur. Lors d'un voyage en Allemagne avec sa famille en juin 1871, le grand-duc rencontre la princesse Marie de Mecklembourg-Schwerin, fille du grand-duc Frédéric-François II. La jeune fille a alors 17 ans et elle est fiancée à un cousin éloigné, le prince Georges de Schwarzbourg. Vladimir est, quant à lui, âgé de 24 ans.
Les deux jeunes gens tombent alors immédiatement amoureux. Désireuse d'épouser Vladimir, Marie rompt rapidement ses fiançailles mais elle refuse de se convertir à la religion orthodoxe, comme l'exigent les règles de succession à la couronne de Russie. Ce refus retarde le mariage des deux jeunes gens d'au moins deux ans, mais le tsar Alexandre II finit par autoriser son fils à épouser une luthérienne sans avoir à renoncer à ses droits dynastiques. Les fiançailles de Vladimir et de Marie sont donc finalement annoncées en avril 1874.
Le mariage est célébré le 28 août 1874 au palais d'Hiver, à Saint-Pétersbourg. Une fois entrée dans la famille impériale, Marie adopte le patronyme « Pavlovna » et se fait connaître sous le nom de « grande-duchesse Maria Pavlovna de Russie ». Des années après la mort de Vladimir, elle se convertit à la foi orthodoxe et reçoit alors de son neveu, le tsar Nicolas II, le titre de « grande-duchesse orthodoxe ». Très unis, Vladimir et Marie forment un couple brillant et ambitieux. Aimant recevoir, ils font bientôt de leur résidence pétersbourgeoise le cœur de la vie sociale russe,.

#### Le palais Vladimir
Quelque temps avant son mariage avec Marie, Vladimir a pris possession de sa propre résidence, à Saint-Pétersbourg. Nommée palais Vladimir, la demeure est le dernier palais impérial à avoir été construit dans la capitale russe. Bâti par Alexandre Rezanov, spécialiste de l'ancienne architecture russe, et par une équipe de quatre autres architectes (Vassili Kenel, Andreï Huhn, Hieronymus Küttner et Vladimir Schrötter), il voit sa construction s'étaler entre 1867 et 1872.

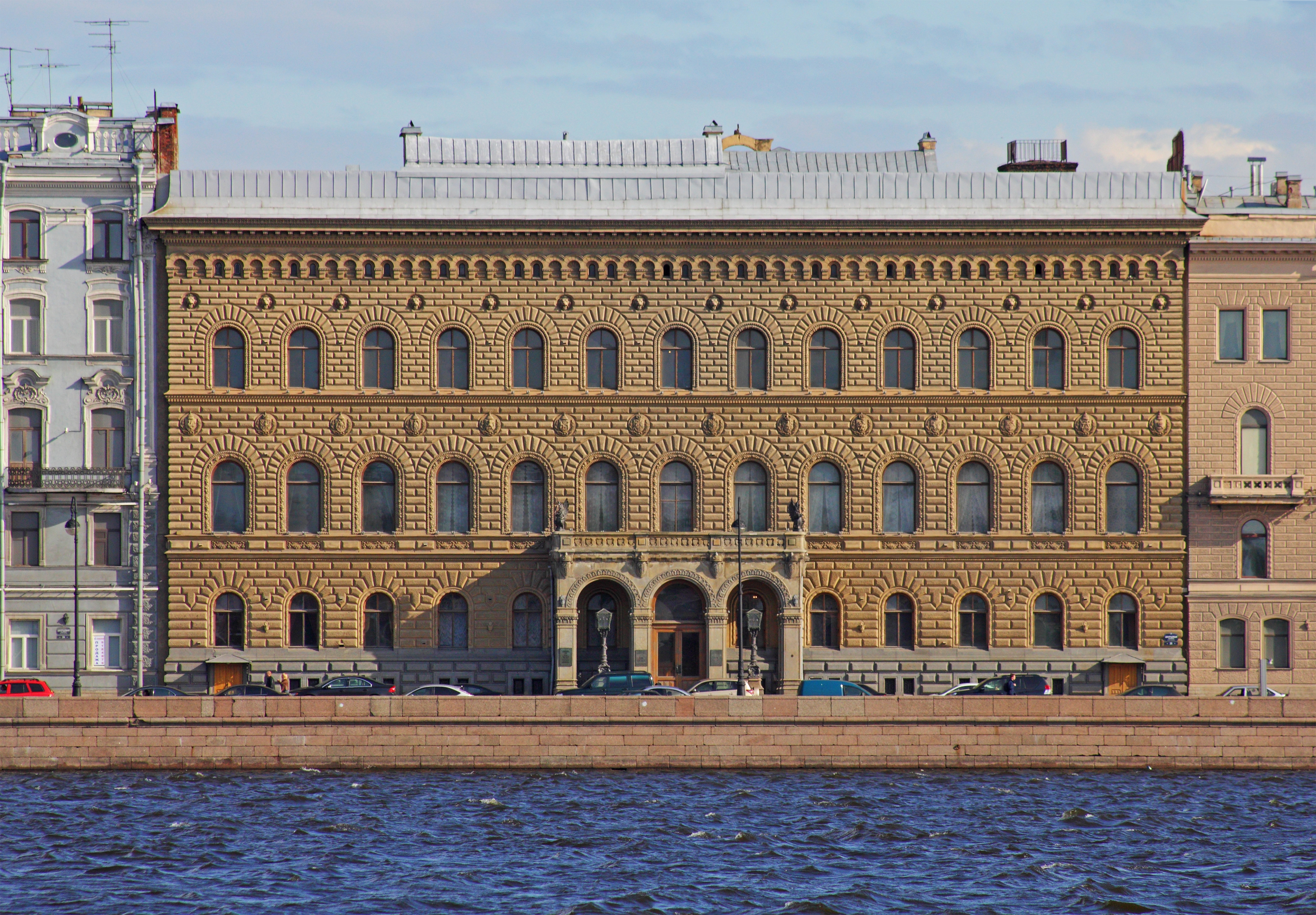
Le palais Vladimir vu depuis la forteresse Pierre-et-Paul.

Le site choisi pour accueillir le palais est la digue placée le long de la Neva, près du palais d'Hiver, au centre de Saint-Pétersbourg,. Occupé précédemment par la maison du comte Vorontsov Dashkov, son terrain est racheté par la couronne, qui y ajoute celui de la maison voisine de Madame Karatinga. Le coût total de la construction et de son ameublement, imaginé par Victor Shroeter, s'élève à 820 000 roubles, une somme beaucoup plus modeste que celles dédiées à la construction des autres résidences impériales dans les décennies précédentes.
Le palais Vladimir et ses annexes contiennent environ 360 pièces, toutes décorées dans un style historiciste éclectique :  néo-Renaissance (salle de réception, parloir), néo-gothique (salle à manger), néo-russe (salle du chêne), Rococo (salle blanche), néo-byzantin (étude), néo-mauresque, style Louis XIV, etc. Les décorations intérieures, encore augmentées par Maximilian Messmacher en 1881-1891, font du palais Vladimir l'une des principales illustrations du goût des Européens du XIXe siècle pour l'historicisme.
Le grand-duc Vladimir décore ses appartements avec des œuvres d'artistes russes aussi variés que Ilia Répine, Ivan Aïvazovski, Fiodor Bruni, Vassili Verechtchaguine, Ivan Kramskoï, Mikhaïl Vroubel ou Nicolas Swertschkoff,.

### Du règne d'Alexandre III à celui de Nicolas II

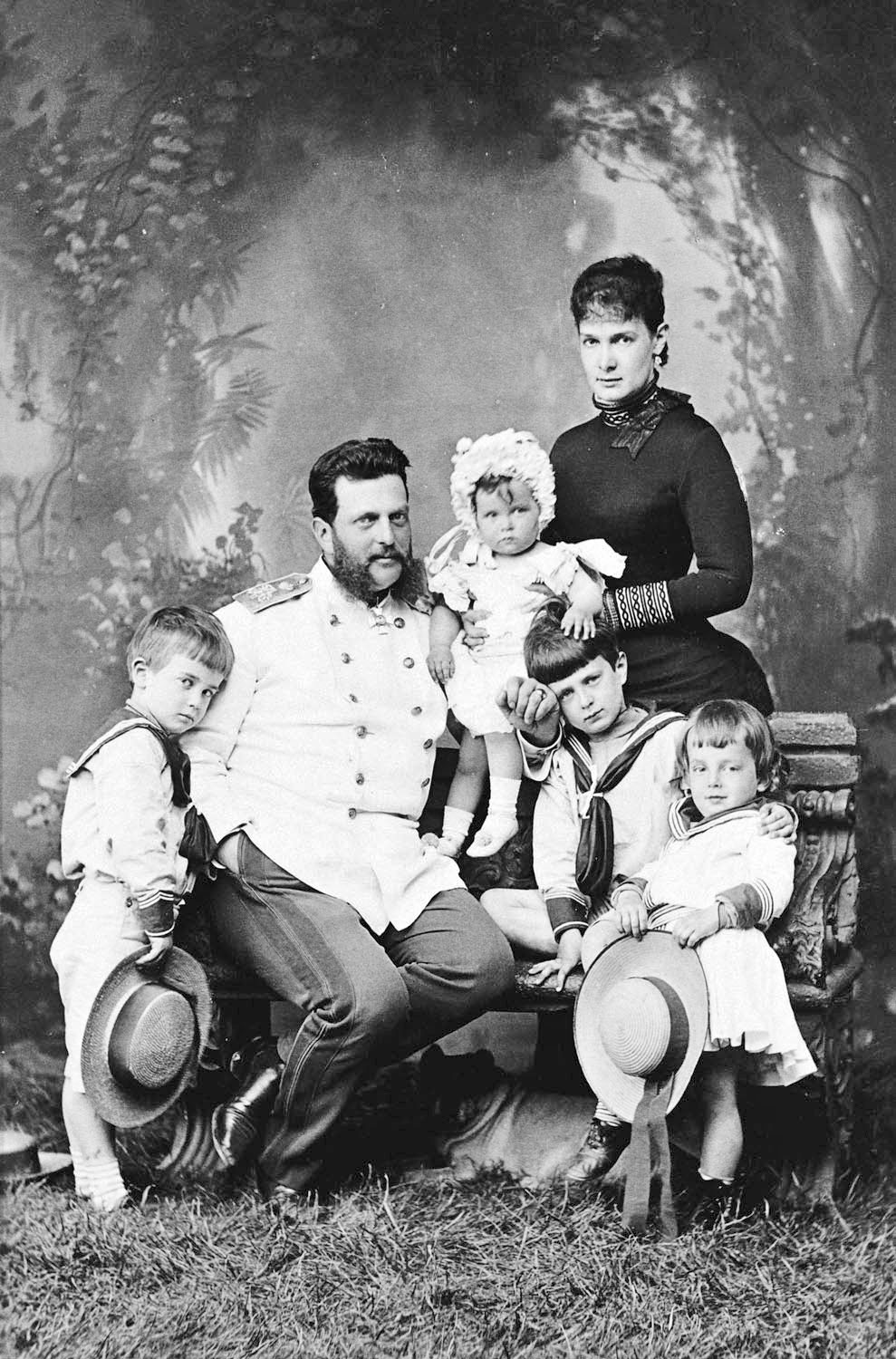
Le grand-duc Vladimir avec sa famille en 1884.

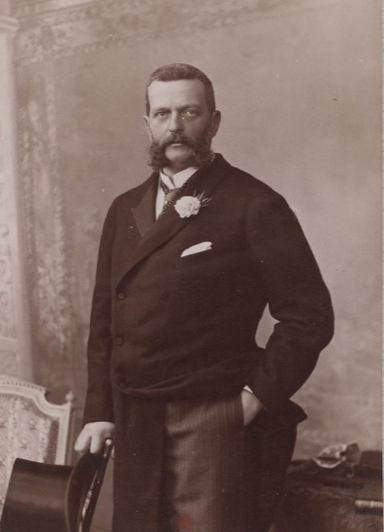
Grand Duc Vladimir Alexandrovitch de Russie (Atelier Nadar)

#### Fonctions officielles
En 1881, Vladimir se trouve à Saint-Pétersbourg lorsque le tsar Alexandre II est assassiné par le révolutionnaire Ignati Grinevitski. Ayant surmonté sa tristesse plus rapidement que son frère aîné, c'est lui qui annonce la mort de l'empereur au public.
Bien que Vladimir n'ait jamais été particulièrement proche d'Alexandre III et qu'une forte rivalité existe entre leurs épouses, le nouveau tsar favorise la carrière de son frère cadet tout au long de son règne. Le lendemain de la mort de leur père, le tsar nomme Vladimir gouverneur militaire de Saint-Pétersbourg en remplacement de leur oncle, le grand-duc Nicolas Nikolaïevitch. Le souverain nomme également son frère au conseil des ministres et lui donne la direction de la commission chargée de la construction de la cathédrale Saint-Sauveur-sur-le-Sang-Versé, bâtie entre 1883 et 1907 sur le lieu de l'assassinat d'Alexandre II. Enfin le tsar nomme Vladimir commandant de la garde impériale.
Au fil des années, les naissances successives des trois fils du tsar Alexandre III éloignent progressivement du trône Vladimir et ses descendants. Le grand-duc n'en conserve pas moins ses ambitions dynastiques, ce qui fait dire au tsar que son frère aurait montré davantage d'empressement à rentrer en Russie si lui et sa famille étaient décédés dans l'accident de train de Borki de 1888. À la mort d'Alexandre III, en 1894, une rumeur infondée prétend que l'armée russe est sur le point de proclamer Vladimir empereur à la place de Nicolas II. Par la suite, le grand-duc tente d'exercer son influence sur son neveu.

#### Patron des arts

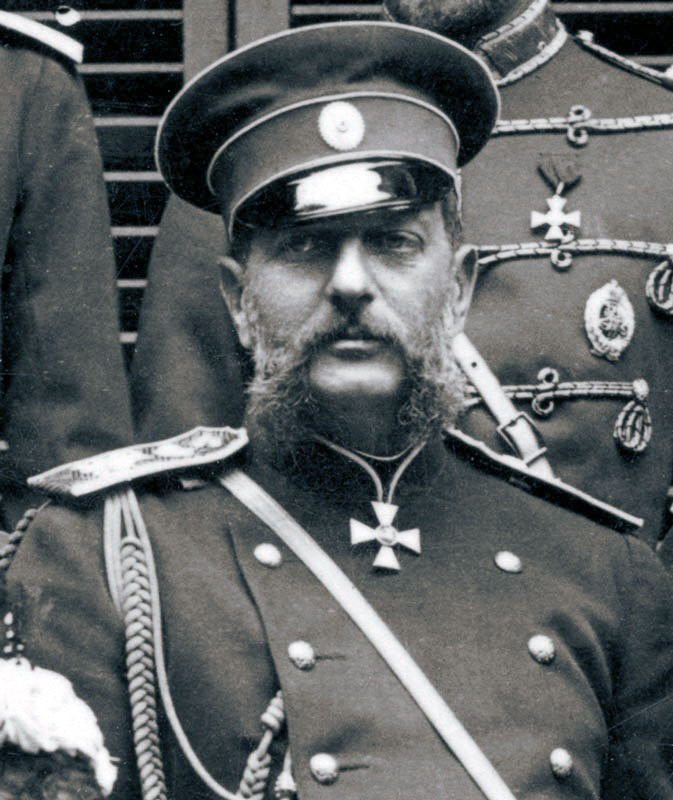
Le grand-duc Vladimir dans les années 1890.

Après la mort du tsar Alexandre II, le grand-duc Vladimir hérite de sa collection de livres et celle-ci est installée dans les trois bibliothèques du palais Vladimir. Après la révolution russe, ces livres sont vendus par les Bolcheviks et dispersés parmi les collections de différentes universités américaines.
Peintre talentueux et philanthrope, Vladimir soutient le travail de nombreux artistes russes et s'attire ainsi la réputation de patron des arts. Passionné par le ballet, il finance la tournée à l'étranger des Ballets russes de Serge de Diaghilev. Le grand-duc accumule aussi une riche collection de peintures et d'icônes anciennes. Il est également un fin gourmet. Tout au long de sa vie, il accumule une importante collection de menus, recopiés en fin de repas et annotés en fonction de ses impressions.
En dépit de son conservatisme, le grand-duc Vladimir aime la compagnie des gens amusants et brillants, quelles que soient leur idéologie politique ou leurs origines. Dans sa résidence pétersbourgeoise, il reçoit ainsi les personnalités les plus libérales de Russie. Avec ses invités, il se montre toutefois volontiers intimidant, du fait de son tempérament bourru et de sa rudesse.

#### Dernières années

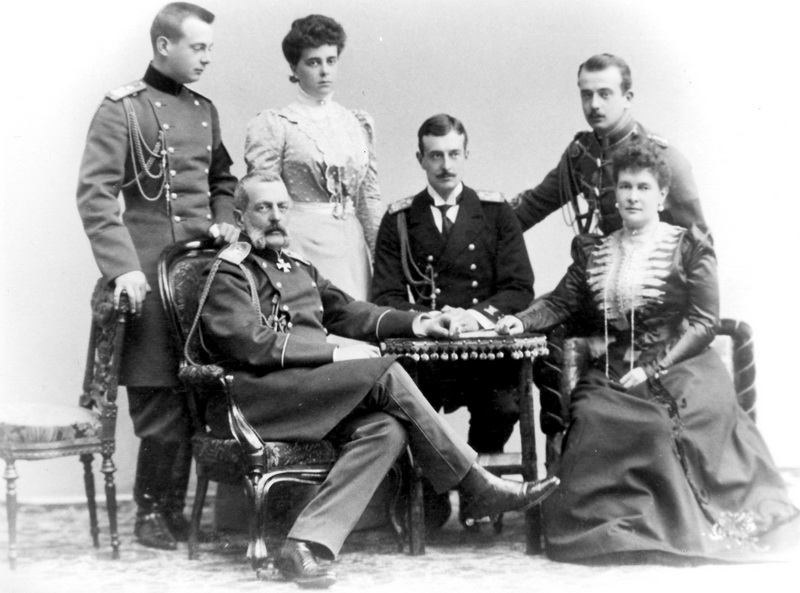
La famille de Vladimir en 1899.

En janvier 1905, une vague de grèves éclate à Saint-Pétersbourg. Le 9 janvier (julien), une manifestation pacifique d'ouvriers conduite par un prêtre, le père Gueorgui Gapone, prend la direction du palais d'Hiver pour présenter une pétition au tsar Nicolas II. Cependant, le souverain ne se trouve pas dans la capitale. Le général Fullon, gouverneur de la ville, tente sans succès de s'opposer à la manifestation. Lorsqu'un groupe d'ouvriers atteint le palais d'Hiver des troupes, placées sous le commandement du prince Vassiltchikov, ouvrent le feu sur eux. Ce massacre, connu sous le nom de « Dimanche rouge », ternit durablement la réputation du grand-duc Vladimir, qui est accusé de l'avoir organisé alors qu'il se trouvait très loin de la capitale. Quoi qu'il en soit, l'événement déclenche une série de soulèvements ouvriers et paysans ainsi que des mutineries au sein des forces armées. Un mois après, le grand-duc Serge Alexandrovitch, frère de Vladimir, est assassiné par le révolutionnaire Ivan Kaliaïev. L'Empire vacille : c'est la révolution de 1905.
En octobre de la même année, le grand-duc Cyrille Vladimirovitch, fils aîné de Vladimir Alexandrovitch, épouse sa cousine germaine, la princesse Victoria-Mélita de Saxe-Cobourg-Gotha. La jeune femme ayant divorcé du grand-duc Ernest-Louis de Hesse-Darmstadt, frère de la tsarine Alexandra Fedorovna, Nicolas II refuse d'accepter l'union et bannit son cousin de Russie après l'avoir exclu de la famille impériale. Vladimir se plaint alors au souverain du traitement réservé à son fils et démissionne de toutes ses responsabilités en guise de protestation. Dans les années qui suivent, le tsar finit par pardonner à Cyrille et Victoria-Mélita de s'être mariés sans son consentement, mais il leur interdit longtemps de rentrer en Russie. Le souverain finit toutefois par réintégrer son cousin après que plusieurs décès, y compris celui de Vladimir, l'ont placé en troisième position dans l'ordre de succession au trône.
Le grand-duc Vladimir meurt soudainement le 4 février 1909 (julien) des suites d'une grave hémorragie cérébrale. Il est enterré au mausolée grand-ducal de Saint-Pétersbourg. Contrairement à de nombreux membres de leur parentèle, sa veuve et ses quatre enfants survivent tous à la Révolution russe de 1917 et aux massacres qui s'ensuivent. Devenu l'aîné des Romanov, le grand-duc Cyrille se proclame héritier du trône en 1924.

### Sur les Vladimirovitch
- (en) Arturo E. Beéche, HRH Princess Elizabeth of Yugoslavia et HRH Prince Alexander of Yugoslavia, Dear Ellen... : Royal Europe Through the Photo Albums of Grand Duchess Helen Vladimirovna of Russia, Eurohistory, 2012, 172 p. (ISBN 978-0-9854603-0-3 et 0-9854603-0-X).
- (en) Galina Korneva et Tatiana Cheboksarova, Grand Duchess Marie Pavlovna, Eurohistory.com, 2014, 248 p. (ISBN 978-0-9854603-6-5).

### Sur la famille impériale en général
- (en) Zoia Belyakova, The Romanov Legacy : The Palaces of St Petersburg, Studio, 1999 (ISBN 0-670-86339-4).
- (en) Greg King, The Court of the Last Tsar, Wiley, 2006, 559 p. (ISBN 978-0-471-72763-7).
- (en) W. Bruce Lincoln, The Romanovs : Autocrats of All the Russias, Anchor, 2006, 852 p. (ISBN 0-385-27908-6).
- (en) John Perry et Constantine Pleshakov, The Flight of the Romanovs : A Family Saga, Basic Books, 1999 (ISBN 0-465-02462-9).
- (en) John Van der Kiste, The Romanov : 1818-1959, Sutton Publishing, 2005 (ISBN 0-7509-3459-X).
- (en) Charlotte Zeepvat, The Camera and the Tsars : A Romanov Family Album, Sutton Publishing, 2004, 242 p. (ISBN 0-7509-4210-X).
- (en) Charlotte Zeepvat, Romanov Automn : The Last Century of Imperial Russia, Sutton Publishing, 2006, 368 p. (ISBN 0-7509-4418-8).

### Mémoires et souvenirs princiers
- (en) Alexander, Grand Duke of Russia, Once a Grand Duke, Londres, Cassell, 1932.
- (en) David Chavchavadze, The Grand Dukes, Londres, Atlantic, 1989, 283 p. (ISBN 0-938311-11-5).